# DKW Munga

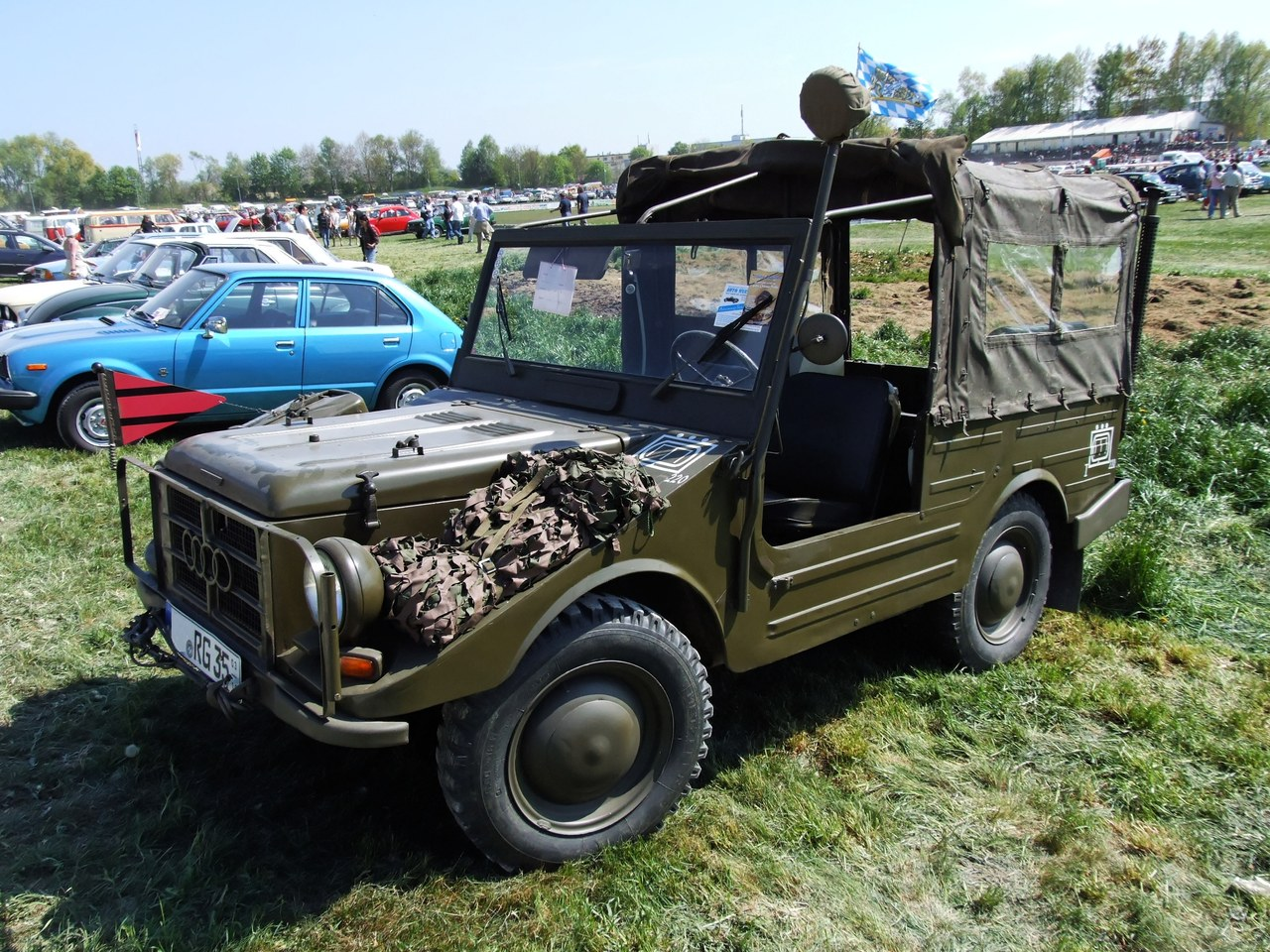
DKW Munga 8 (1963)

DKW Munga (Munga står för Mehrzweck-Universal-Geländewagen mit Allradantrieb) är ett tyskt militärfordon tillverkat av Auto Union (DKW) i Ingolstadt 1956-1968. DKW Munga är fyrhjulsdriven.
Leveranserna till Bundeswehr startade november 1956 men fordon levererades även till polisen och Bundesgrenzschutz. Munga såldes även till den nederländska armén och användes av den brittiska och franska armén i Västberlin.
Totalt tillverkades det 46 750 st.